# Aušra
Aušra  è un nome proprio di persona lituano femminile.

## Origine e diffusione

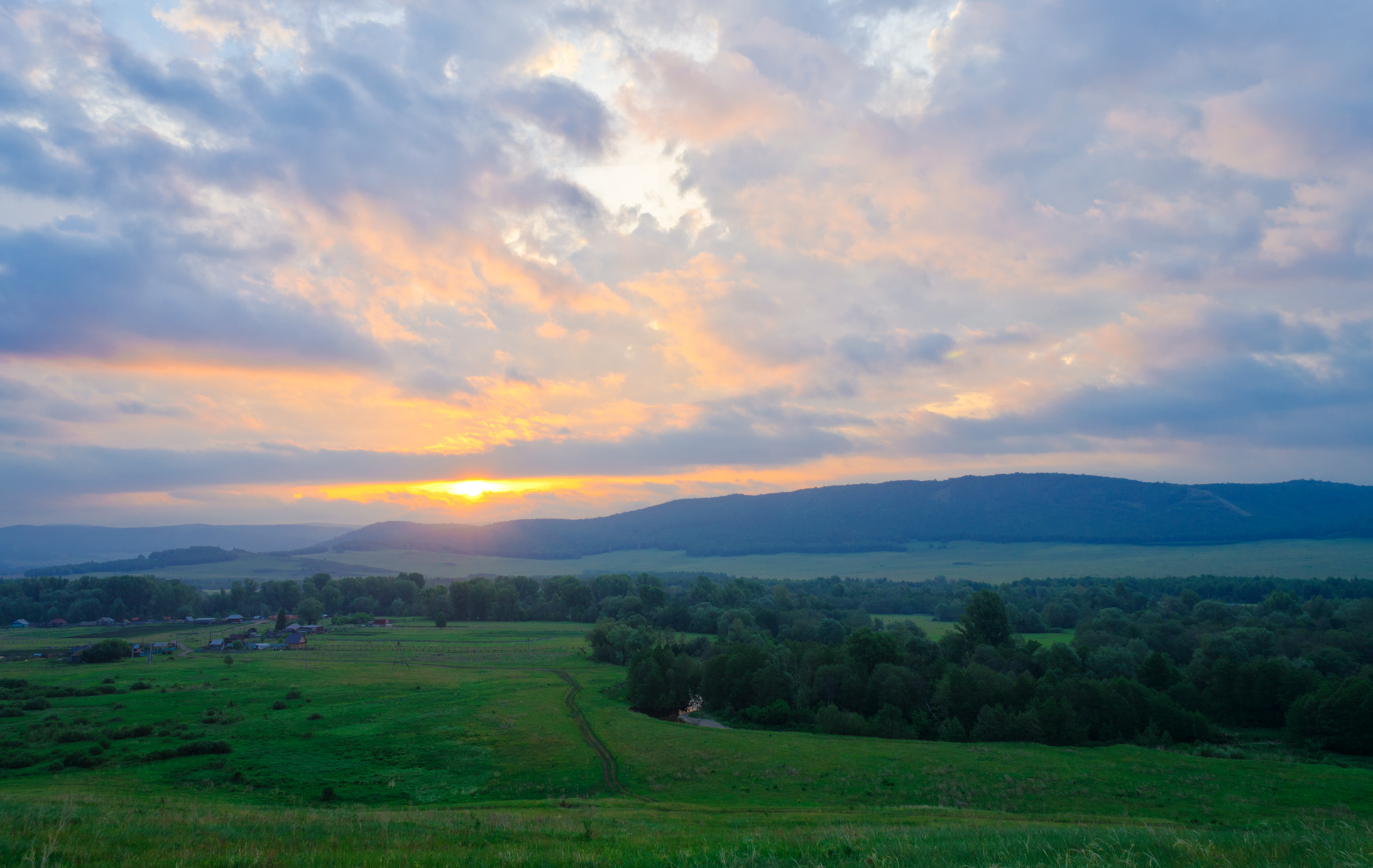
L'alba sul fiume Zigan

Si basa semplicemente sul termine lituano aušra, che vuol dire "alba"; è quindi di significato simile ai prenomi Dawn, Hajna, Alba, Aurora, Anatolio, Agim, Rossana e Zora.

## Onomastico
Il nome non è portato da alcuna santa, quindi è adespota; l'onomastico si può festeggiare il 1º novembre, giorno di Ognissanti. Un onomastico laico è fissato in Lituania al 27 aprile.

## Persone

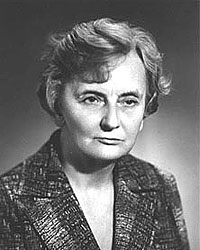
Aušra Augustinavičiūtė

- Aušra Augustinavičiūtė, economista, sociologa e psicologa lituana
- Aušra Bimbaitė, cestista lituana
- Aušra Naidėnienė, cestista lituana